# Xã Gladden, Quận Dent, Missouri
Xã Gladden (tiếng Anh: Gladden Township) là một xã thuộc quận Dent, tiểu bang Missouri, Hoa Kỳ. Năm 2010, dân số của xã này là 459 người.